# Avenue verte nord de Chambéry
L'Avenue verte nord est une voie verte reliant Chambéry, avenue des Chevaliers Tireurs, à la voie verte du lac du Bourget, sur la commune du Bourget-du-Lac. Elle constitue un tronçon de la véloroute nationale V 63.

## Situation et accès
Elle suit un axe parallèle à la rivière de l'Hyères, puis de la Leysse après confluence. Au cours de son parcours, elle longe également plusieurs axes structurants, tels que la D 1006 jusqu'à son interruption, la VRU puis la D 1504. Elle traverse un site industriel d'OCV, et croise aussi la ligne de Saint-André-le-Gaz à Chambéry et plusieurs échangeurs autoroutiers.
Il s'agit d'un axe structurant pour la desserte des zones d'activités commerciales et industrielles du Nord de l'agglomération. Il s'agit également d'un lieu prisé des promeneurs l'été.

### Desserte
Cette section décrit les points de desserte et de croisement de l'Avenue verte nord, du nord au sud (les kilomètres sont donnés en partant du départ à Chambéry, de même que les changements de rive) :

#### Commune du Bourget-du-Lac
- 45° 38′ 53″ N, 5° 51′ 55″ E (Km+9,19) Raccord avec la voie verte du lac du Bourget - desserte du château de Thomas II et de la plage du Bourget-du-Lac vers le Nord, de la base des Mottets en direction d'Aix-les-Bains vers l'Est
- 45° 38′ 52″ N, 5° 51′ 55″ E (Km+9,16) (Passage sous la D 1201A à la jonction avec la D 1504)
- 45° 38′ 46″ N, 5° 51′ 54″ E (Km+8,91) Passage en rive droite de la Leysse, ou possibilité de continuer tout droit pour rejoindre le centre du Bourget-du-Lac
- 45° 38′ 39″ N, 5° 52′ 00″ E (Km+8,60) Croisement avec l'avenue du Lac du Bourget (Savoie Technolac) et passage en rive gauche de la Leysse
- 45° 38′ 32″ N, 5° 52′ 03″ E (Km+8,39) Desserte de la rue du Lac de la Thuile (campus de l'université Savoie Mont Blanc)
- 45° 38′ 22″ N, 5° 52′ 08″ E (Km+8,05) (Passage sous la D 1504)

#### Commune de Voglans
- 45° 37′ 41″ N, 5° 52′ 25″ E (Km+6,70) Desserte du hameau du Tremblay de la Motte-Servolex
- 45° 37′ 15″ N, 5° 52′ 41″ E (Km+5,78) Desserte du hameau de Villarcher
- 45° 37′ 02″ N, 5° 52′ 56″ E (Km+5,25) Raccord avec la D 1504

#### Commune de la Motte-Servolex
- 45° 36′ 23″ N, 5° 53′ 08″ E (Km+4,01) Porte des Landiers - Raccord à un giratoire desservant la zone des Landiers Ouest
- 45° 36′ 22″ N, 5° 53′ 09″ E (Km+3,96) Porte de Servolex - Desserte du lieu-dit de Servolex, via un pont sur la Leysse
- 45° 36′ 19″ N, 5° 53′ 10″ E (Km+3,88) (Passage sous l'A 41 près de l'échangeur avec la barrière de péage Chambéry-Nord)
- 45° 36′ 08″ N, 5° 53′ 20″ E (Km+3,46) Pont sur la Leysse - passage sur la rive droite
- 45° 36′ 07″ N, 5° 53′ 21″ E (Km+3,39) (Passage sous l'échangeur entre la VRU et l'A 41)
- 45° 35′ 50″ N, 5° 53′ 32″ E (Km+2,81) Porte du Vieux Pont - Desserte de la zone d'activités de la Motte-Servolex, et possibilité de passage sur la rive droite de la Leysse (pont de la Motte, la voie de l'autre côté n'est pas bitumée)

#### Commune de Chambéry
- 45° 35′ 41″ N, 5° 53′ 35″ E (Km+2,54) (Passage sous la D16a)
- 45° 35′ 41″ N, 5° 53′ 35″ E (Km+2,52) Bifurcation vers la piste cyclable longeant la D16a (avenue du Nant Bruyant) menant à La Motte-Servolex. Après 80 m, une rampe permet d'accéder au trottoir sécurisé longeant par le sud l'échangeur de la VRU desservant le centre de zone des Landiers. Ce trottoir est un espace mixte, avec des passages cyclistes aux intersections, se prolongeant en piste cyclable en site propre au niveau de l'avenue des Landiers.
- 45° 35′ 36″ N, 5° 53′ 40″ E (Km+2,36) Desserte de la zone d'activités de Bissy, vers la rue de Chantabord, avec la déchetterie, le service des eaux, et les usines Cémoi et Folliet.
- 45° 35′ 20″ N, 5° 54′ 03″ E (Km+1,65) (Passage sous la ligne de Saint-André-le-Gaz à Chambéry)
- 45° 35′ 10″ N, 5° 54′ 15″ E (Km+1,25) Porte de la Boisse - Desserte de la zone d'activités de Bissy, à proximité du Phare et du centre de tri (PPDC) de La Poste.
- 45° 35′ 05″ N, 5° 54′ 21″ E (Km+1,02) (Passage sous l'échangeur de la Boisse - non aménagé pour les vélos)
- 45° 34′ 57″ N, 5° 54′ 25″ E (Km+0,75) (Passage sous un pont de desserte interne du site d'OCV de Bissy (Owens Corning Vetrotex, ex-Saint-Gobain))
- 45° 34′ 50″ N, 5° 54′ 28″ E (Km+0,55) Passerelle Armand-Challe (construite en 2014[3]) : sortie desservant la zone du Grand-Verger, le quartier du Polygone et le centre commercial E.Leclerc. En se dirigeant vers l'Est, cette sortie permet également de franchir la Leysse par la passerelle du Polygone et de rejoindre la zone des Landiers Sud par la piste cyclable longeant l'avenue de la Boisse (ce passage est conseillé par la carte des itinéraires cyclables de l'agglomération).
- 45° 34′ 34″ N, 5° 54′ 24″ E (Km+0,00) Porte de Charrière Neuve - Le départ de l'avenue verte Nord se situe au croisement avec l'avenue des Chevaliers tireurs, à Chambéry ; au-delà, il s'agit d'un chemin établi sur la digue de l'Hyères jusqu'à Cognin ouvert à la circulation automobile, situé sur la rive opposée à celle de l'ex-RN 6. L'accès à l'avenue verte Nord est aussi fléché à 280 m du départ, via l'avenue du Comte Vert qui dessert le chemin avec un pont.

### Infrastructures connexes
Deux stations de charge gratuites pour vélos et EDPM électriques sont mises à disposition aux entrées Est et Ouest du centre commercial Chamnord, situé à proximité de l'Avenue verte, via des prises de courant domestiques. Pour les EDPM dont l'autonomie est limitée, les trajets peuvent être réalisés en intermodalité avec la ligne A du réseau Synchro Bus (notamment aux arrêts Technolac, Villarcher, Landiers Sud et Polygone).
Des stations de charge expérimentales pour vélos à hydrogène existent au niveau de la Poste du Verney et de Savoie Technolac. En 2019, il est possible de demander d'essayer un vélo à hydrogène à la Vélostation de Chambéry, mais le temps d'attente est de plusieurs mois.
Il existe deux autres voies vertes à Chambéry, la voie verte de la Leysse qui dessert les quartiers de Mérande et de Bassens et l'avenue verte Sud qui part du parc de Buisson-Rond en direction de Montmélian et de Grenoble.

## Historique
En 1995 se tient une mobilisation pour la réalisation de la voie verte entre Chambéry et Le Bourget-du-Lac, fédérant notamment des clubs cyclotouristes qui, d'après l'association Roue Libre, réunit 1 200 cyclistes sur la voie rapide urbaine. Les aménagements sont engagés la même année par le département de la Savoie, qui gère d'autres aménagements de type véloroute.
Auparavant, la traversée nord-sud de la cluse ne pouvait être effectuée qu'en empruntant au moins en partie les routes nationales 201, 504 et 220 (plus tard déclassées respectivement en RD 1201/VRU, RD 1504 et avenue de la Boisse/des Landiers), du fait des choix d'aménagement effectués dans les années 1960, ce qui n'était pas adapté aux modes de transport non motorisés (la RD 1504 restant, dans les années 2010, particulièrement accidentogène).
Dans la continuité de l'avenue verte se trouve la voie verte du lac du Bourget, qui a été aménagée en plusieurs tronçons successifs, dont les plus récents menant à la plage d'Aix-les-Bains datent de 2009 ou 2011. Ces aménagements dans leur ensemble, auxquels s'ajoutent certains tronçons non ou partiellement aménagés, forment l'itinéraire cyclable V 63, inscrit au schéma national des véloroutes, qui s'étend de Chanaz au nord du lac jusqu'à Valence.
La voie verte fait l'objet de travaux réguliers pour assurer son entretien. La création de la passerelle Armand-Challe, reliant la rivière de l'Hyères à la zone de Grand-Verger remonte à 2014.

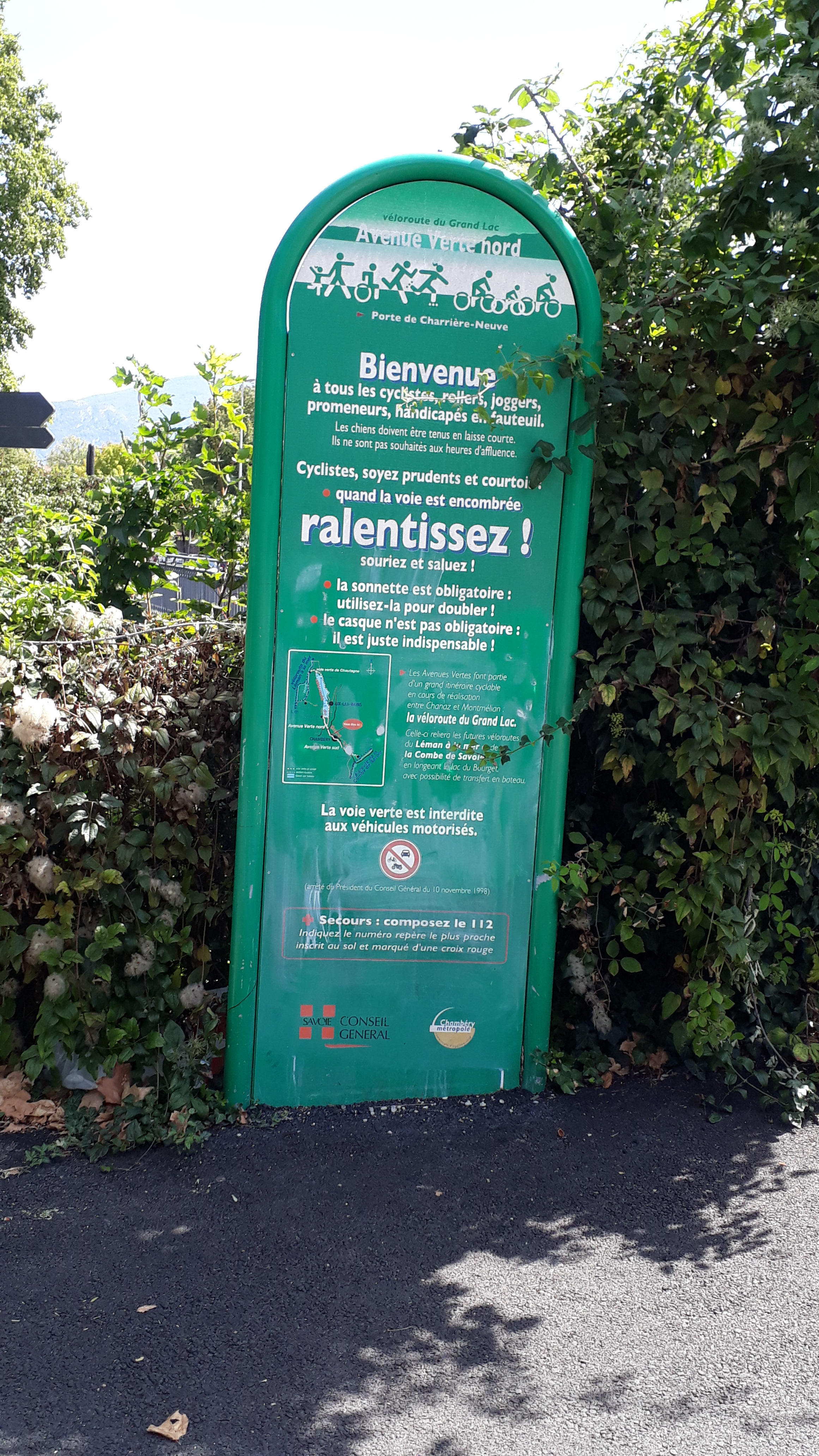
Totem d'entrée de la voie verte.
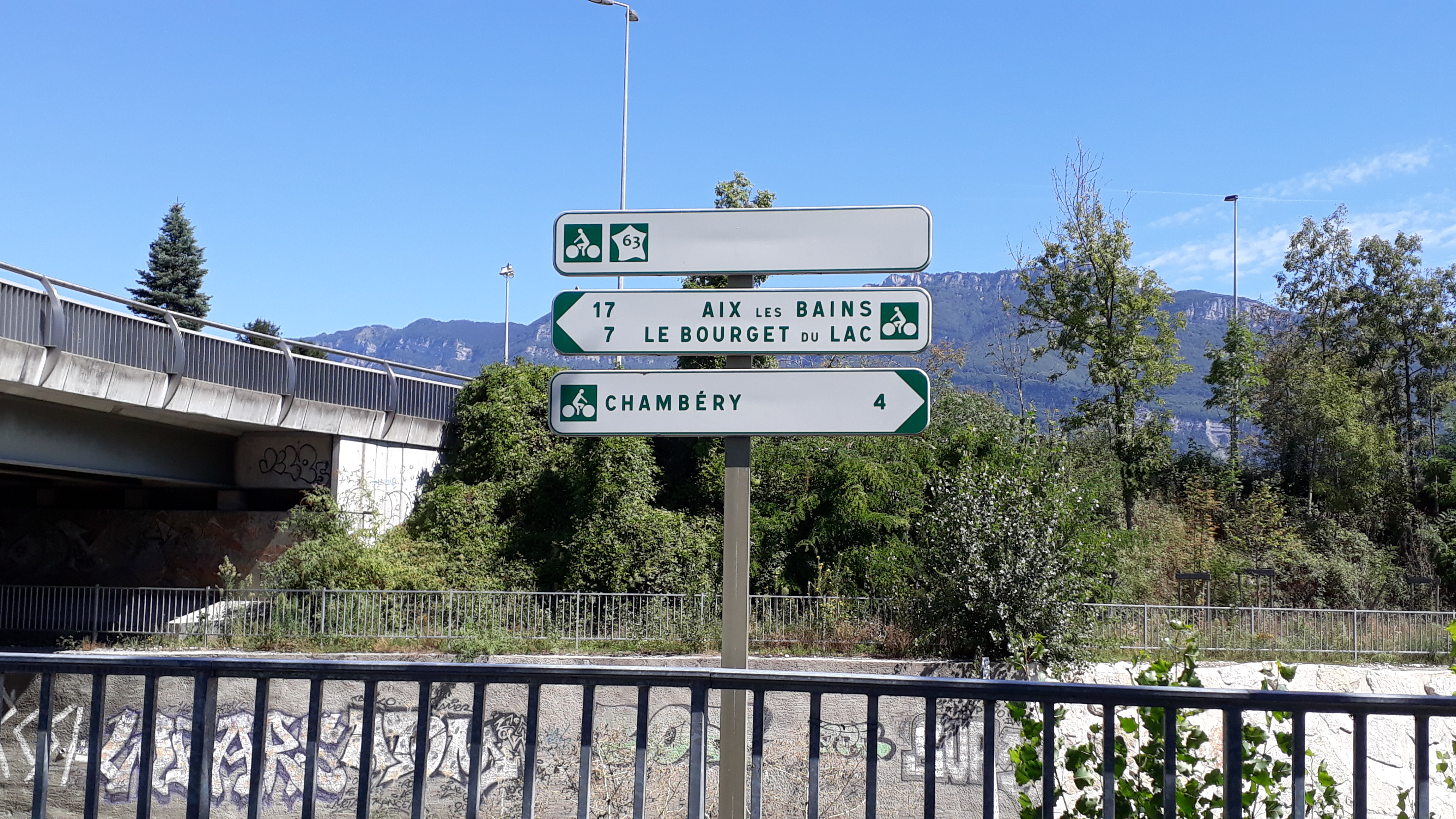
Exemple de signalisation cyclable.
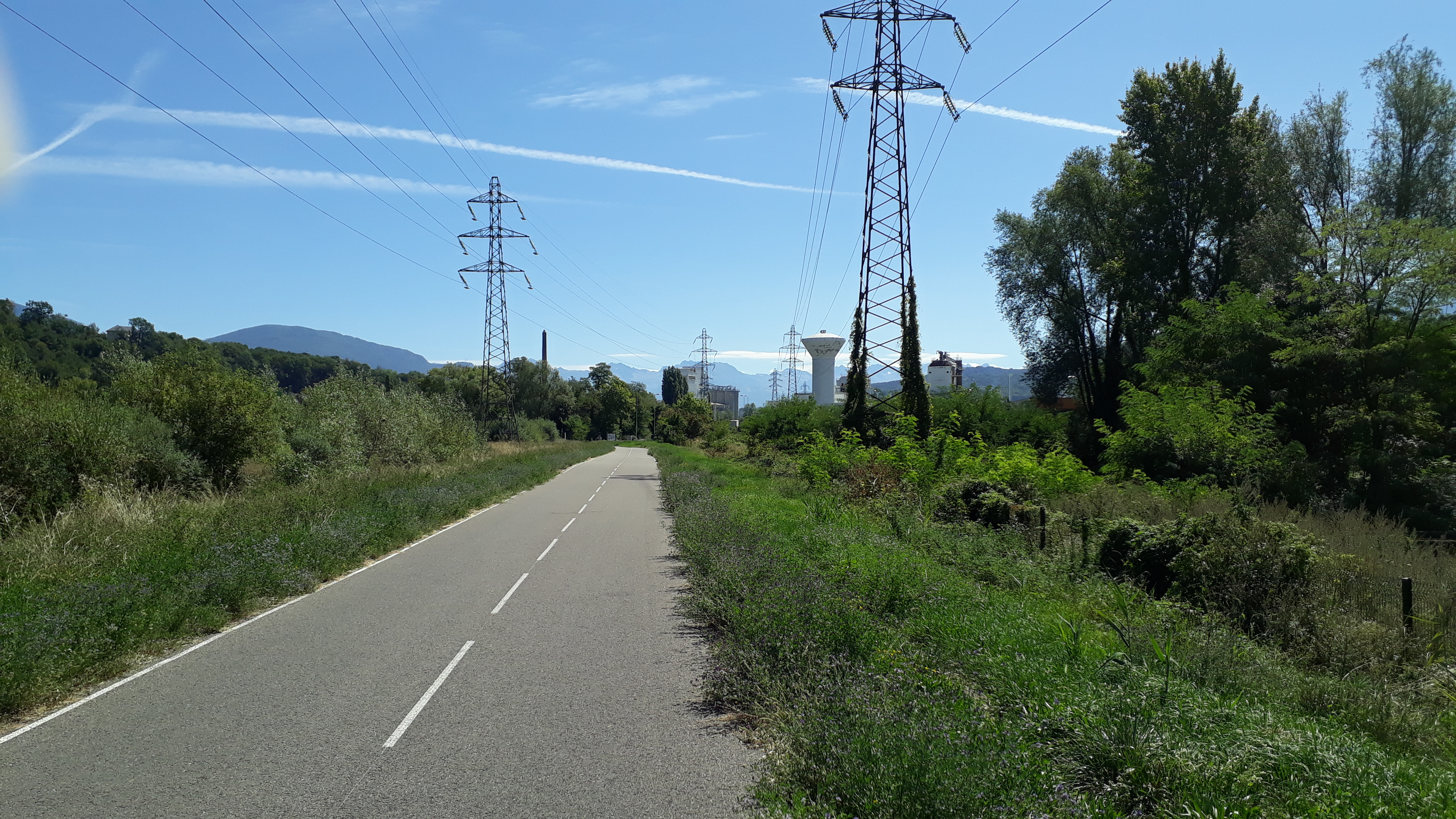
Près de la zone d'activités de Bissy.
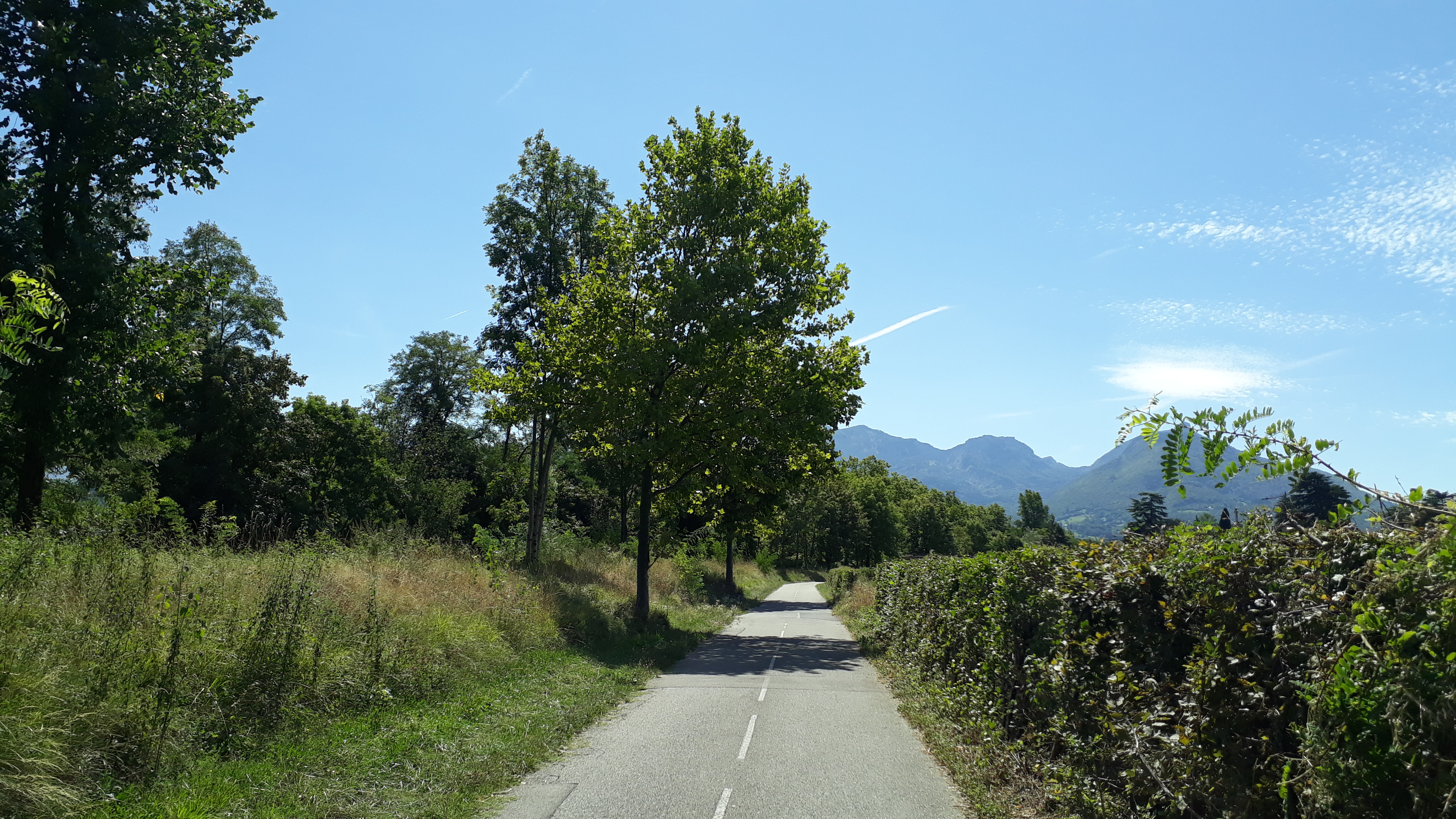
Près du cimetière de Bissy.
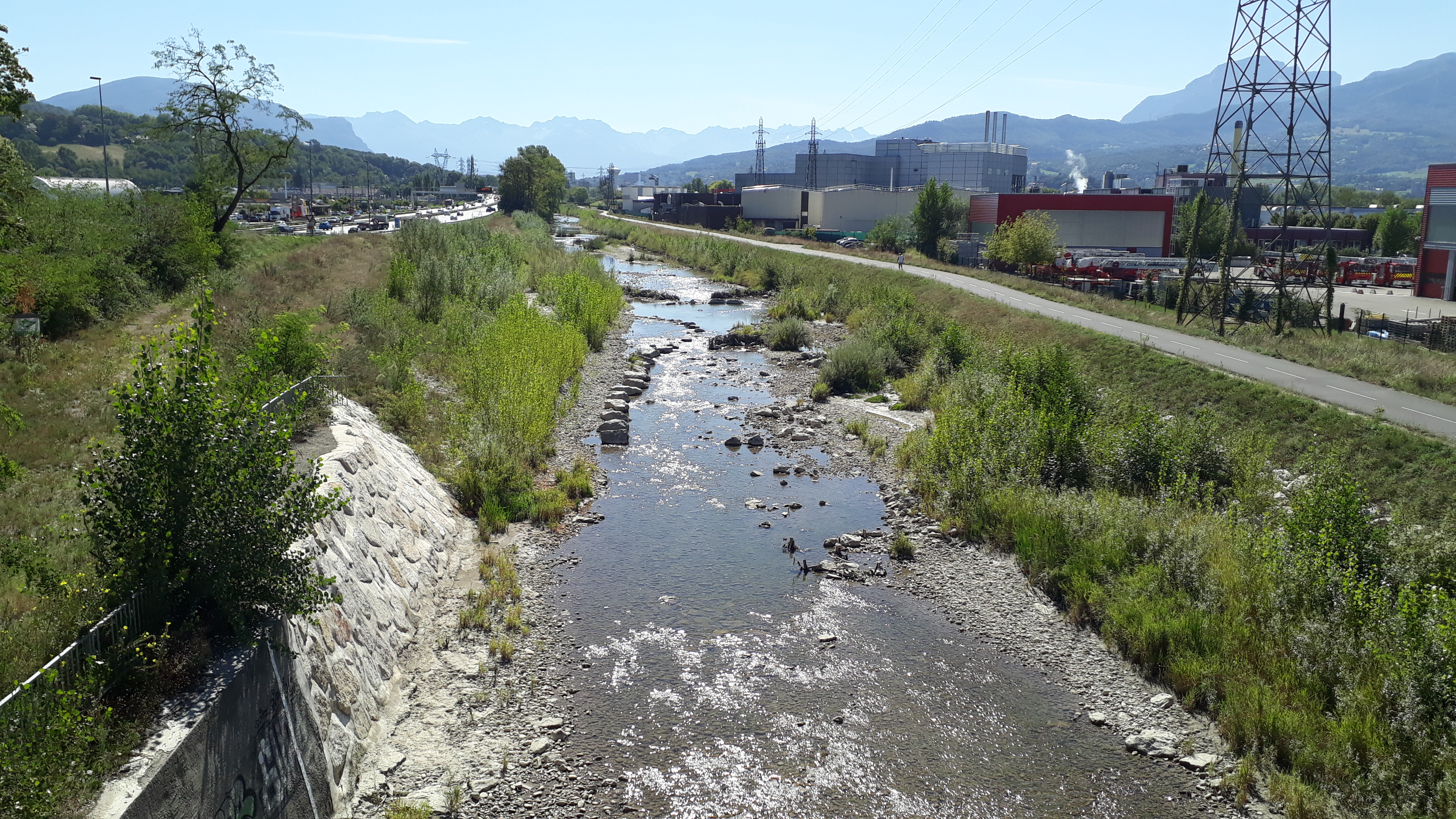
La Leysse et la voie verte, vues depuis l'échangeur des Landiers avec la VRU.
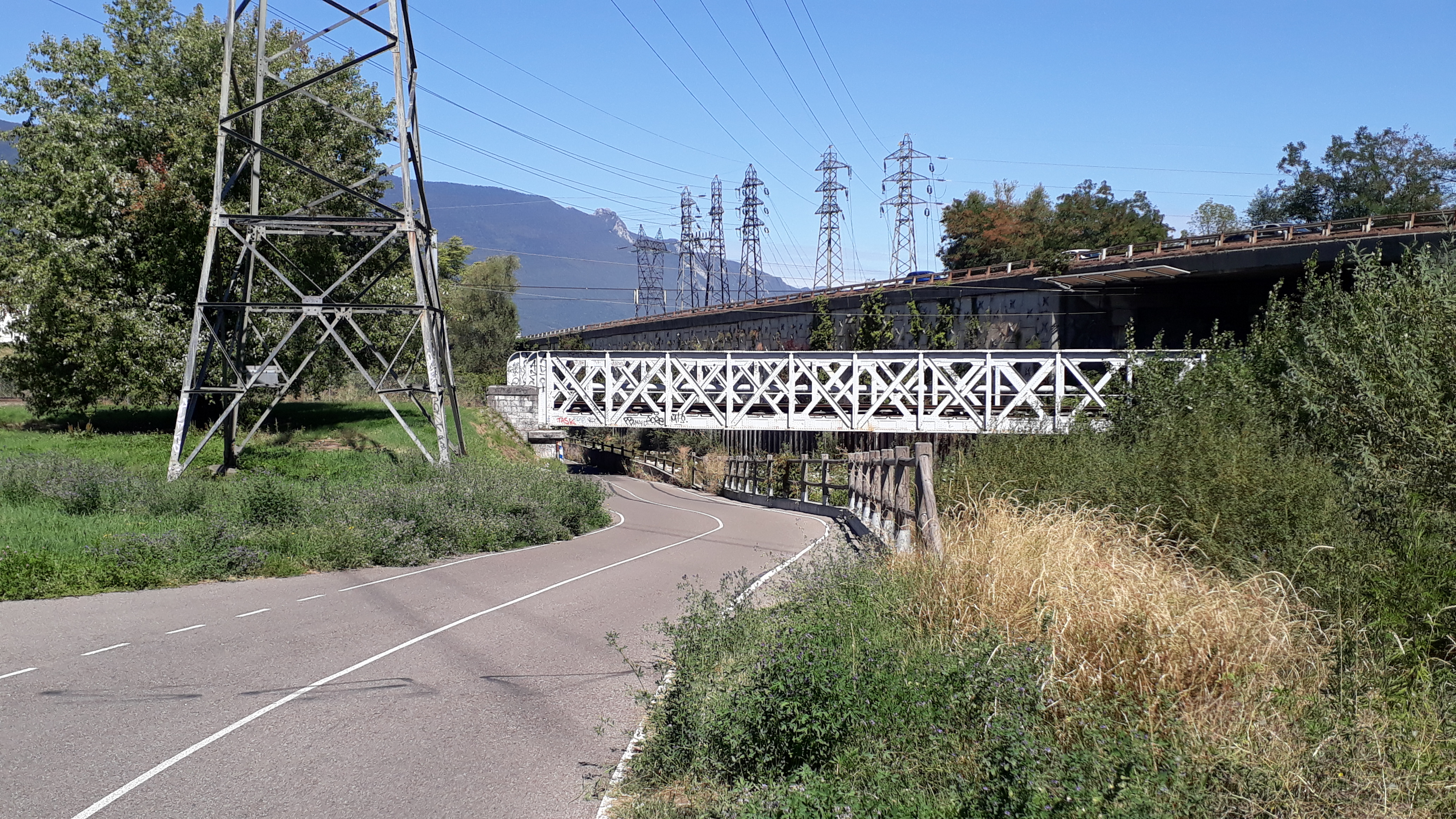
Croisement avec la ligne de Saint-André-le-Gaz à Chambéry.
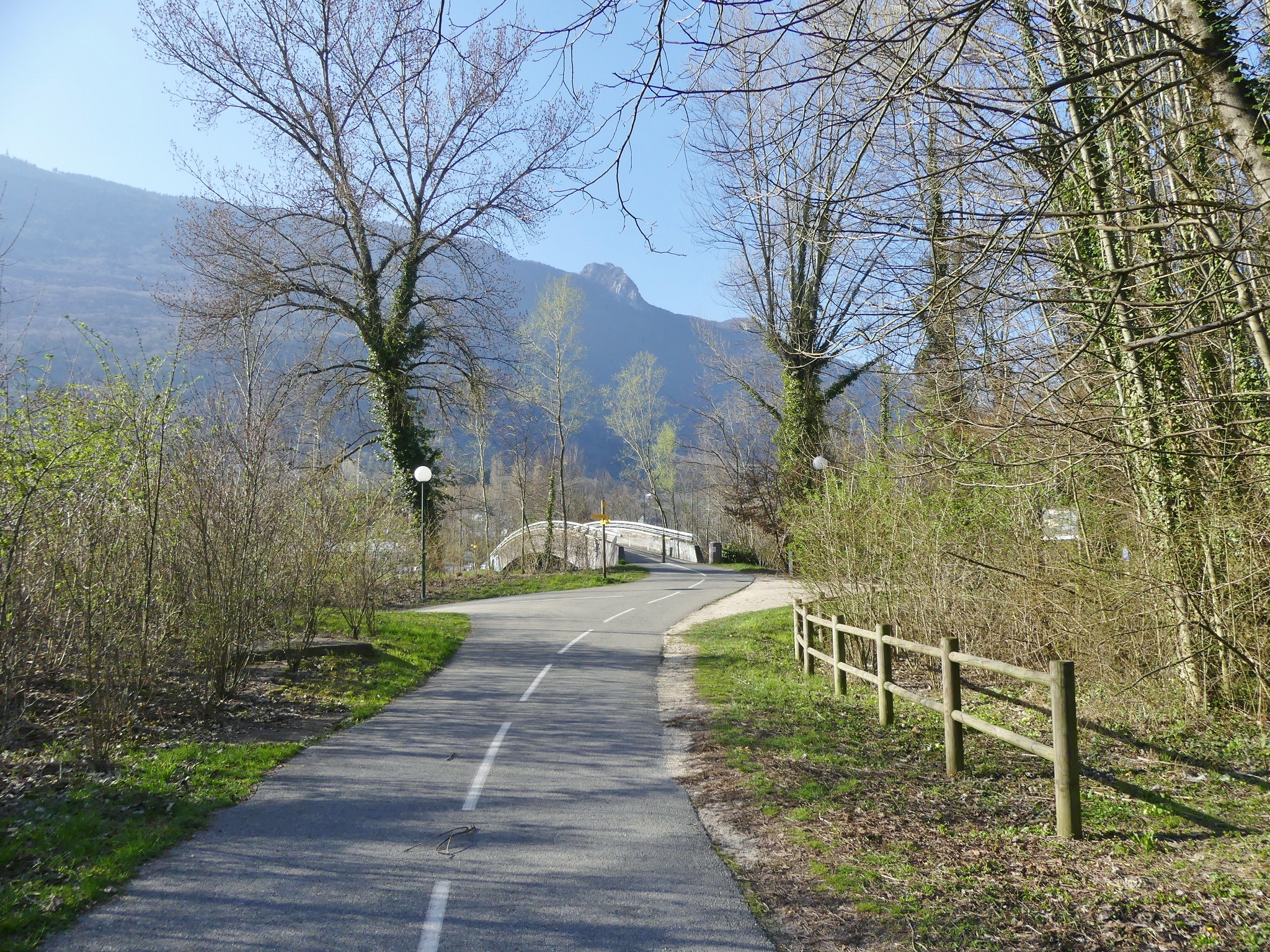
Près de la plage du Bourget.